# アルタイ人
アルタイ人（アルタイ語:Алтай-кижи、ラテン文字化altái kizhi）は、アルタイ共和国を中心とし、アルタイ地方やケメロヴォ州（ビェロヴォ地方）などに居住しているテュルク系民族である。全人口は7万ほどと見積もられ、内64000ほどがアルタイ共和国に居住している。現在、アルタイ人はアルタイ共和国の人口の31%しか成していない。「ゴルノアルタイ人」とも表記される。民族集団として確立したのは十月革命以後で、歴史的に関係が深いオイラトにちなみ「オイロート人」と命名されたが、1948年に現在のアルタイ人の呼称となった。
アルタイ人と同一のエスノニムにテレウト人、テレ人、テレンギト人、ショル人などがある。

## 分布
人口は約7万人で、トゥバラル人、チェルカン人、クマンジン人、アルタイ・キジ人、テレンギト人・ゴルノアルタイ人・ハカス人など複数のテュルク系諸族から成る。民俗風習から南北のグループに大別される。

### アルタイ人の一派
- 南部アルタイ人
  - テレンギト人
  - テレウト人
- 北部アルタイ人
  - トゥバラル人
  - チェルカン人
  - クマンドゥ人

## 人種・遺伝子
人種はモンゴロイドを基盤とし、コーカソイドが混じる。
遺伝子は印欧語族系ハプログループR1a (Y染色体)が40～50%の高頻度で、次いでアルタイ系のハプログループC2 (Y染色体)が15～25%である。ハプログループN (Y染色体)やハプログループD (Y染色体)なども低頻度ながらみられる。山がちの地形により、比較的古いタイプも残存しており、歴史的経緯からモンゴロイド系、コーカソイド系の双方の多様なハプログループがみられる。

## 概要
アルタイ人は金属加工に長け、その歴史は紀元前2千年紀まで遡る。18世紀、アルタイ人とロシア帝国時代のロシアとの接触が始まった。今日、多くのアルタイ人はロシアのウォッカに病みつきで、彼らはウォッカを“炎の水”と呼んでいる。
アルタイ人は元々遊牧民で、狩猟や牛、羊、山羊の放牧を営んでいた。17世紀ごろからのロシア帝国との接触のうちに定住するようになった。特に北側グループ（タタール）はトナカイの飼育や狩猟、採集を主とし、南側グループ（オイラトまたはカルムイク人）は農耕と牧畜に従事した生活を営む。一部のアルタイ人は伝統的なシャーマニズムを保ち、ほかは19世紀半ばあたりからロシアの影響を受けて東方正教に改宗した。1904年、ロシアの殖民地政策に反発してか「アク・ジャン」または「ブルハニズム」と呼ばれる新しいシャーマニズムに転向する宗教運動が発生した。
1917年、ロシア革命の発生に伴う混乱に乗じ、アルタイ人は自分たちの土地で独立してオイロートと呼ばれるブルハニズムの共和国を立てようとしたが、彼らが支持したメンシェヴィキはロシア内戦で負け、1922年、旧ソ連の行政区画に組み込まれ、オイロート自治州が設けられた。1948年にはゴルノ・アルタイ自治州（ゴルノ・バダフシャン自治州と混同されるが別である）と改称された。その後1991年になって、アルタイ族の居住する地域のひとつがアルタイ地方から分離して、自治州から共和国に昇格しゴルノ・アルタイ共和国となり、同年末のソビエト連邦の崩壊にともない、1992年にロシア連邦内のアルタイ共和国となった。